# Android Nougat
Android Nougat — сьома версія мобільної операційної системи Android. Вперше вийшов у статусі бета-версії для розробників 9 березня 2016 року для актуальних пристроїв лінійки Nexus (Nexus 6, Nexus 9, Nexus Player, Nexus 5X, Nexus 6P, Pixel C).
Кінцева дата виходу фінальної версії — 22 липня 2016 року.
Назва нової операційної системи обиралася голосуванням користувачів. Серед можливих варіантів були Nutella, Napoleon, Noodles, Nachos, Nougat та інші. У репозиторії відкритого коду Android N були знайдені рядки «New York Cheesecake» (NYC) — це кодова назва системи всередині компанії. 1 липня 2016 року в офіційному Twitter аккаунті компанія Google оголосила офіційну назву системи — Android Nougat. Ця подія була відсвяткована біля кампусу Google.
23 серпня 2016 року відбувся офіційний реліз Android Nougat.
Починаючи з 2019 року компанія Google перестала оновлювати систему безпеки для Android 7.0

## Особливості

### Нововведення відносно попередніх версій
- Android Nougat отримала режим багатовіконного поділу екрану, в якому 2 додатки можуть зайняти окремі половини екрану.
- Значки швидкого доступу виводяться на компактній панелі.
- Змінені нотифікації, з можливістю швидкої відповіді.
- Фонове перемикання задач: всі фонові запущені додатки можна швидко вивести на екран за допомогою кнопки «Огляд». Подвійний дотик відкриває попередньо запущений додаток, а утримання дозволяє обрати потрібний додаток з усіх. Подібна функція використовується на операційній системі Windows з комбінацією клавіш Alt + Tab
- Нічний режим дозволяє налаштовувати яскравість з метою економії заряду.
- Вдосконалений режим «Doze» який допомагає економити заряд коли пристрій знаходиться в нерухомому стані.
- Новий режим «Data Saver» який обмежує використання мобільних даних в фоновому режимі.
- Новий дизайн папок.
- 72 нових emoji[5].
- Підтримка віртуальної реальності на апаратному рівні.

### Зміни відносно графічних драйверів
У серпні 2016 стало відомо, що Qualcomm не буде оновлювати власні чипи Snapdragon 800 і 801 для підтримки Android Nougat, у результаті чого багато старших флагманських пристроїв не отримали офіційного оновлення. Компанія Sony після тестування Nougat на своїх Sony Xperia Z3 смартфонах, ухвалила рішення відмовитись від підтримки на цьому пристрої, з посиланням на «обмеження не передбачені платформою». Для того щоб пристрої були затверджені для Android Nougat, вони мають пройти відповідні тести (Google's Compatibility Test Suite), які в свою чергу для даної операційної системи потребують підтримки Vulkan або OpenGL ES 3.1, тобто пристрої без поновлення графічного драйвера, такі як Xperia Z3, не отримають офіційного оновлення до Android N.